# 9e étape du Tour de France Femmes 2025
Pour un article plus général, voir Tour de France Femmes 2025.
La 9e étape du Tour de France Femmes 2025 se déroule le dimanche 3 août 2025 entre Praz-sur-Arly et le domaine des Portes du Soleil (Pré Lajoux) à Châtel, sur une distance de 124,1 kilomètres. C'est la dernière étape du Tour de France Femmes 2025.

## Parcours
La neuvième et dernière étape du Tour de France Femmes 2025 relie Praz-sur-Arly à Châtel sur 124,1 km, et conclut l’épreuve par une journée de haute montagne particulièrement redoutable affichant un dénivelé positif cumulé de 2 820 m. Le programme propose trois ascensions majeures répertoriées au Grand-prix de la montagne, à commencer par la montée vers Arâches-la-Frasse (6,2 km à 7,1 %, 1re catégorie). Le col de Joux Plane (11,6 km à 8,5 %, hors catégorie), situé en milieu d’étape, est le point culminant du parcours du jour. Cette ascension mythique des Alpes, aux pentes irrégulières et exigeantes, devrait être le théâtre d’attaques décisives entre les prétendantes au podium. La descente technique vers Morzine offrira une opportunité supplémentaire de creuser les écarts. Plus loin, le col du Corbier (5,9 km à 8,5 %, 1re catégorie), situé à 32 km de l’arrivée, représente la dernière difficulté franche avant le long faux plat montant de la vallée d'Abondance menant à Châtel. Cette arrivée en altitude pourrait encore rebattre les cartes du classement général et offrir une dernière chance aux grimpeuses de renverser la course.

## Résultats
Cette section présente les résultats et prix obtenus au cours de l'étape.

### Classement de l'étape
| Classement de la 9e étape | Classement de la 9e étape    | Classement de la 9e étape | Classement de la 9e étape | Classement de la 9e étape |
|                           | Coureur                      | Pays                      | Équipe                    | Temps                     |
| ------------------------- | ---------------------------- | ------------------------- | ------------------------- | ------------------------- |
| 1er                       | Pauline Ferrand-Prévot       | France                    | Visma-Lease a Bike        | en 3 h 8 min 23 s         |
| 2e                        | Demi Vollering               | Pays-Bas                  | FDJ-Suez                  | + 20 s                    |
| 3e                        | Katarzyna Niewiadoma-Phinney | Pologne                   | Canyon-SRAM zondacrypto   | + 23 s                    |
| 4e                        | Niamh Fisher-Black           | Nouvelle-Zélande          | Lidl-Trek                 | + 23 s                    |
| 5e                        | Dominika Włodarczyk          | Pologne                   | UAE ADQ                   | + 33 s                    |
| 6e                        | Juliette Labous              | France                    | FDJ-Suez                  | + 1 min 49 s              |
| 7e                        | Sarah Gigante                | Australie                 | AG Insurance-Soudal       | + 3 min 53 s              |
| 8e                        | Cédrine Kerbaol              | France                    | EF Education-Oatly        | + 9 min 22 s              |
| 9e                        | Pauliena Rooijakkers         | Pays-Bas                  | Fenix-Deceuninck          | + 9 min 23 s              |
| 10e                       | Nadia Gontova                | Canada                    | Winspace Orange Seal      | + 9 min 26 s              |
| modifier                  |                              |                           |                           |                           |

### Bonifications en temps
|   | Coureuse                     | Pays     | Équipe                  | Secondes |
| - | ---------------------------- | -------- | ----------------------- | -------- |
| 1 | Pauline Ferrand-Prévot       | France   | Visma-Lease a Bike      | 10 s     |
| 2 | Demi Vollering               | Pays-Bas | FDJ-Suez                | 6 s      |
| 3 | Katarzyna Niewiadoma-Phinney | Pologne  | Canyon-SRAM zondacrypto | 4 s      |

### Points attribués
| Sprint intermédiaire Morillon (km 49,5) | Sprint intermédiaire Morillon (km 49,5) | Sprint intermédiaire Morillon (km 49,5) | Sprint intermédiaire Morillon (km 49,5) | Sprint intermédiaire Morillon (km 49,5) |
| --------------------------------------- | --------------------------------------- | --------------------------------------- | --------------------------------------- | --------------------------------------- |
|                                         | Coureur                                 | Pays                                    | Équipe                                  | Point(s)                                |
| 1er                                     | Anna van der Breggen                    | Pays-Bas                                | SD Worx-Protime                         | 25                                      |
| 2e                                      | Lorena Wiebes                           | Pays-Bas                                | SD Worx-Protime                         | 20                                      |
| 3e                                      | Amber Kraak                             | Pays-Bas                                | FDJ-Suez                                | 17                                      |
| 4e                                      | Mischa Bredewold                        | Pays-Bas                                | SD Worx-Protime                         | 15                                      |
| 5e                                      | Lauretta Hanson                         | Australie                               | Lidl-Trek                               | 13                                      |
| 6e                                      | Riejanne Markus                         | Pays-Bas                                | Lidl-Trek                               | 11                                      |
| 7e                                      | Pauline Ferrand-Prévot                  | France                                  | Visma-Lease a Bike                      | 10                                      |
| 8e                                      | Demi Vollering                          | Pays-Bas                                | FDJ-Suez                                | 9                                       |
| 9e                                      | Katarzyna Niewiadoma-Phinney            | Pologne                                 | Canyon-SRAM zondacrypto                 | 8                                       |
| 10e                                     | Ricarda Bauernfeind                     | Allemagne                               | Canyon-SRAM zondacrypto                 | 7                                       |
| 11e                                     | Pfeiffer Georgi                         | Royaume-Uni                             | Picnic PostNL                           | 6                                       |
| 12e                                     | Justine Ghekiere                        | Belgique                                | AG Insurance-Soudal                     | 5                                       |
| 13e                                     | Magdeleine Vallieres                    | Canada                                  | EF Education-Oatly                      | 4                                       |
| 14e                                     | Shirin van Anrooij                      | Pays-Bas                                | Lidl-Trek                               | 3                                       |
| 15e                                     | Franziska Koch                          | Allemagne                               | Picnic PostNL                           | 2                                       |
| modifier                                |                                         |                                         |                                         |                                         |

| Arrivée d'étape Châtel - Les Portes du Soleil - Pré Lajoux (km 124,1) | Arrivée d'étape Châtel - Les Portes du Soleil - Pré Lajoux (km 124,1) | Arrivée d'étape Châtel - Les Portes du Soleil - Pré Lajoux (km 124,1) | Arrivée d'étape Châtel - Les Portes du Soleil - Pré Lajoux (km 124,1) | Arrivée d'étape Châtel - Les Portes du Soleil - Pré Lajoux (km 124,1) |
| --------------------------------------------------------------------- | --------------------------------------------------------------------- | --------------------------------------------------------------------- | --------------------------------------------------------------------- | --------------------------------------------------------------------- |
|                                                                       | Coureur                                                               | Pays                                                                  | Équipe                                                                | Point(s)                                                              |
| 1er                                                                   | Pauline Ferrand-Prévot                                                | France                                                                | Visma-Lease a Bike                                                    | 20                                                                    |
| 2e                                                                    | Demi Vollering                                                        | Pays-Bas                                                              | FDJ-Suez                                                              | 17                                                                    |
| 3e                                                                    | Katarzyna Niewiadoma-Phinney                                          | Pologne                                                               | Canyon-SRAM zondacrypto                                               | 15                                                                    |
| 4e                                                                    | Niamh Fisher-Black                                                    | Nouvelle-Zélande                                                      | Lidl-Trek                                                             | 13                                                                    |
| 5e                                                                    | Dominika Włodarczyk                                                   | Pologne                                                               | UAE ADQ                                                               | 11                                                                    |
| 6e                                                                    | Juliette Labous                                                       | France                                                                | FDJ-Suez                                                              | 10                                                                    |
| 7e                                                                    | Sarah Gigante                                                         | Australie                                                             | AG Insurance-Soudal                                                   | 9                                                                     |
| 8e                                                                    | Cédrine Kerbaol                                                       | France                                                                | EF Education-Oatly                                                    | 8                                                                     |
| 9e                                                                    | Pauliena Rooijakkers                                                  | Pays-Bas                                                              | Fenix-Deceuninck                                                      | 7                                                                     |
| 10e                                                                   | Nadia Gontova                                                         | Canada                                                                | Winspace Orange Seal                                                  | 6                                                                     |
| 11e                                                                   | Anna van der Breggen                                                  | Pays-Bas                                                              | SD Worx-Protime                                                       | 5                                                                     |
| 12e                                                                   | Émilie Morier                                                         | France                                                                | St Michel-Preference Home-Auber 93                                    | 4                                                                     |
| 13e                                                                   | Évita Muzic                                                           | France                                                                | FDJ-Suez                                                              | 3                                                                     |
| 14e                                                                   | Ricarda Bauernfeind                                                   | Allemagne                                                             | Canyon-SRAM zondacrypto                                               | 2                                                                     |
| 15e                                                                   | Ane Santesteban                                                       | Espagne                                                               | Laboral Kutxa-Fundación Euskadi                                       | 1                                                                     |
| modifier                                                              |                                                                       |                                                                       |                                                                       |                                                                       |

### Cols et côtes
| Côte d'Arâches-la-Frasse (km 33,9) 1re catégorie (6,2 km à 7,1 %) | Côte d'Arâches-la-Frasse (km 33,9) 1re catégorie (6,2 km à 7,1 %) | Côte d'Arâches-la-Frasse (km 33,9) 1re catégorie (6,2 km à 7,1 %) | Côte d'Arâches-la-Frasse (km 33,9) 1re catégorie (6,2 km à 7,1 %) | Côte d'Arâches-la-Frasse (km 33,9) 1re catégorie (6,2 km à 7,1 %) |
| ----------------------------------------------------------------- | ----------------------------------------------------------------- | ----------------------------------------------------------------- | ----------------------------------------------------------------- | ----------------------------------------------------------------- |
|                                                                   | Coureur                                                           | Pays                                                              | Équipe                                                            | Point(s)                                                          |
| 1er                                                               | Anna van der Breggen                                              | Pays-Bas                                                          | SD Worx-Protime                                                   | 10                                                                |
| 2e                                                                | Maëva Squiban                                                     | France                                                            | UAE ADQ                                                           | 8                                                                 |
| 3e                                                                | Demi Vollering                                                    | Pays-Bas                                                          | FDJ-Suez                                                          | 6                                                                 |
| 4e                                                                | Pauline Ferrand-Prévot                                            | France                                                            | Visma-Lease a Bike                                                | 4                                                                 |
| 5e                                                                | Lucinda Brand                                                     | Pays-Bas                                                          | Lidl-Trek                                                         | 2                                                                 |
| 6e                                                                | Katarzyna Niewiadoma-Phinney                                      | Pologne                                                           | Canyon-SRAM zondacrypto                                           | 1                                                                 |
| modifier                                                          |                                                                   |                                                                   |                                                                   |                                                                   |

| Col de Joux Plane (km 66,6) Hors catégorie (11,6 km à 8,5 %) | Col de Joux Plane (km 66,6) Hors catégorie (11,6 km à 8,5 %) | Col de Joux Plane (km 66,6) Hors catégorie (11,6 km à 8,5 %) | Col de Joux Plane (km 66,6) Hors catégorie (11,6 km à 8,5 %) | Col de Joux Plane (km 66,6) Hors catégorie (11,6 km à 8,5 %) |
| ------------------------------------------------------------ | ------------------------------------------------------------ | ------------------------------------------------------------ | ------------------------------------------------------------ | ------------------------------------------------------------ |
|                                                              | Coureur                                                      | Pays                                                         | Équipe                                                       | Point(s)                                                     |
| 1er                                                          | Anna van der Breggen                                         | Pays-Bas                                                     | SD Worx-Protime                                              | 15                                                           |
| 2e                                                           | Demi Vollering                                               | Pays-Bas                                                     | FDJ-Suez                                                     | 12                                                           |
| 3e                                                           | Katarzyna Niewiadoma-Phinney                                 | Pologne                                                      | Canyon-SRAM zondacrypto                                      | 10                                                           |
| 4e                                                           | Niamh Fisher-Black                                           | Nouvelle-Zélande                                             | Lidl-Trek                                                    | 8                                                            |
| 5e                                                           | Pauline Ferrand-Prévot                                       | France                                                       | Visma-Lease a Bike                                           | 6                                                            |
| 6e                                                           | Sarah Gigante                                                | Australie                                                    | AG Insurance-Soudal                                          | 4                                                            |
| 7e                                                           | Dominika Włodarczyk                                          | Pologne                                                      | UAE ADQ                                                      | 2                                                            |
| 8e                                                           | Juliette Labous                                              | France                                                       | FDJ-Suez                                                     | 1                                                            |
| modifier                                                     |                                                              |                                                              |                                                              |                                                              |

| \| Col du Corbier (km 95,2) 1re catégorie (5,9 km à 8,5 %) \| Col du Corbier (km 95,2) 1re catégorie (5,9 km à 8,5 %) \| Col du Corbier (km 95,2) 1re catégorie (5,9 km à 8,5 %) \| Col du Corbier (km 95,2) 1re catégorie (5,9 km à 8,5 %) \| Col du Corbier (km 95,2) 1re catégorie (5,9 km à 8,5 %) \| \| ------------------------------------------------------- \| ------------------------------------------------------- \| ------------------------------------------------------- \| ------------------------------------------------------- \| ------------------------------------------------------- \| \| \| Coureur \| Pays \| Équipe \| Point(s) \| \| 1er \| Demi Vollering \| Pays-Bas \| FDJ-Suez \| 10 \| \| 2e \| Pauline Ferrand-Prévot \| France \| Visma-Lease a Bike \| 8 \| \| 3e \| Katarzyna Niewiadoma-Phinney \| Pologne \| Canyon-SRAM zondacrypto \| 6 \| \| 4e \| Dominika Włodarczyk \| Pologne \| UAE ADQ \| 4 \| \| 5e \| Juliette Labous \| France \| FDJ-Suez \| 2 \| \| 6e \| Niamh Fisher-Black \| Nouvelle-Zélande \| Lidl-Trek \| 1 \| \| modifier \| \| \| \| \| |                              |                  |                         |          |
| Col du Corbier (km 95,2) 1re catégorie (5,9 km à 8,5 %) |                              |                  |                         |          |
| | Coureur                      | Pays             | Équipe                  | Point(s) |
| 1er | Demi Vollering               | Pays-Bas         | FDJ-Suez                | 10       |
| 2e | Pauline Ferrand-Prévot       | France           | Visma-Lease a Bike      | 8        |
| 3e | Katarzyna Niewiadoma-Phinney | Pologne          | Canyon-SRAM zondacrypto | 6        |
| 4e | Dominika Włodarczyk          | Pologne          | UAE ADQ                 | 4        |
| 5e | Juliette Labous              | France           | FDJ-Suez                | 2        |
| 6e | Niamh Fisher-Black           | Nouvelle-Zélande | Lidl-Trek               | 1        |
| modifier |                              |                  |                         |          |

### Prix de la combativité
- Anna van der Breggen (SD Worx-Protime)

## Classements à l'issue de l'étape
Cette section présente le classement général et les différents classements annexes à l'issue de l'étape.

### Classement général
| Classement général | Classement général           | Classement général | Classement général      | Classement général  |
|                    | Coureur                      | Pays               | Équipe                  | Temps               |
| ------------------ | ---------------------------- | ------------------ | ----------------------- | ------------------- |
| 1er                | Pauline Ferrand-Prévot       | France             | Visma-Lease a Bike      | en 29 h 54 min 24 s |
| 2e                 | Demi Vollering               | Pays-Bas           | FDJ-Suez                | + 3 min 42 s        |
| 3e                 | Katarzyna Niewiadoma-Phinney | Pologne            | Canyon-SRAM zondacrypto | + 4 min 9 s         |
| 4e                 | Dominika Włodarczyk          | Pologne            | UAE ADQ                 | + 5 min 45 s        |
| 5e                 | Niamh Fisher-Black           | Nouvelle-Zélande   | Lidl-Trek               | + 6 min 25 s        |
| 6e                 | Sarah Gigante                | Australie          | AG Insurance-Soudal     | + 6 min 40 s        |
| 7e                 | Juliette Labous              | France             | FDJ-Suez                | + 9 min 13 s        |
| 8e                 | Cédrine Kerbaol              | France             | EF Education-Oatly      | + 13 min 43 s       |
| 9e                 | Pauliena Rooijakkers         | Pays-Bas           | Fenix-Deceuninck        | + 13 min 59 s       |
| 10e                | Évita Muzic                  | France             | FDJ-Suez                | + 15 min 50 s       |
| modifier           |                              |                    |                         |                     |

| Classement par points | Classement par points        | Classement par points | Classement par points   | Classement par points |
| --------------------- | ---------------------------- | --------------------- | ----------------------- | --------------------- |
|                       | Coureur                      | Pays                  | Équipe                  | Point(s)              |
| 1er                   | Lorena Wiebes                | Pays-Bas              | SD Worx-Protime         | 230 points            |
| 2e                    | Marianne Vos                 | Pays-Bas              | Visma-Lease a Bike      | 178 pts               |
| 3e                    | Demi Vollering               | Pays-Bas              | FDJ-Suez                | 147 pts               |
| 4e                    | Kim Le Court Pienaar         | Maurice               | AG Insurance-Soudal     | 133 pts               |
| 5e                    | Anna van der Breggen         | Pays-Bas              | SD Worx-Protime         | 118 pts               |
| 6e                    | Pauline Ferrand-Prévot       | France                | Visma-Lease a Bike      | 114 pts               |
| 7e                    | Katarzyna Niewiadoma-Phinney | Pologne               | Canyon-SRAM zondacrypto | 110 pts               |
| 8e                    | Franziska Koch               | Allemagne             | Picnic PostNL           | 97 pts                |
| 9e                    | Maëva Squiban                | France                | UAE ADQ                 | 72 pts                |
| 10e                   | Élise Chabbey                | Suisse                | FDJ-Suez                | 72 pts                |
| modifier              |                              |                       |                         |                       |

| Classement de la meilleure grimpeuse | Classement de la meilleure grimpeuse | Classement de la meilleure grimpeuse | Classement de la meilleure grimpeuse | Classement de la meilleure grimpeuse |
| ------------------------------------ | ------------------------------------ | ------------------------------------ | ------------------------------------ | ------------------------------------ |
|                                      | Coureur                              | Pays                                 | Équipe                               | Point(s)                             |
| 1er                                  | Élise Chabbey                        | Suisse                               | FDJ-Suez                             | 44 points                            |
| 2e                                   | Demi Vollering                       | Pays-Bas                             | FDJ-Suez                             | 36 pts                               |
| 3e                                   | Maëva Squiban                        | France                               | UAE ADQ                              | 36 pts                               |
| 4e                                   | Pauline Ferrand-Prévot               | France                               | Visma-Lease a Bike                   | 33 pts                               |
| 5e                                   | Anna van der Breggen                 | Pays-Bas                             | SD Worx-Protime                      | 29 pts                               |
| 6e                                   | Katarzyna Niewiadoma-Phinney         | Pologne                              | Canyon-SRAM zondacrypto              | 19 pts                               |
| 7e                                   | Niamh Fisher-Black                   | Nouvelle-Zélande                     | Lidl-Trek                            | 19 pts                               |
| 8e                                   | Sarah Gigante                        | Australie                            | AG Insurance-Soudal                  | 18 pts                               |
| 9e                                   | Silke Smulders                       | Pays-Bas                             | Liv AlUla Jayco                      | 17 pts                               |
| 10e                                  | Yara Kastelijn                       | Pays-Bas                             | Fenix-Deceuninck                     | 12 pts                               |
| modifier                             |                                      |                                      |                                      |                                      |

| Classement général de la meilleure jeune | Classement général de la meilleure jeune | Classement général de la meilleure jeune | Classement général de la meilleure jeune | Classement général de la meilleure jeune |
|                                          | Coureur                                  | Pays                                     | Équipe                                   | Temps                                    |
| ---------------------------------------- | ---------------------------------------- | ---------------------------------------- | ---------------------------------------- | ---------------------------------------- |
| 1er                                      | Nienke Vinke                             | Pays-Bas                                 | Picnic PostNL                            | en 30 h 31 min 41 s                      |
| 2e                                       | Titia Ryo                                | France                                   | Arkéa-B&B Hotels                         | + 14 min 51 s                            |
| 3e                                       | Julie Bego                               | France                                   | Cofidis                                  | + 19 min 16 s                            |
| 4e                                       | Marion Bunel                             | France                                   | Visma-Lease a Bike                       | + 29 min 11 s                            |
| 5e                                       | Francesca Barale                         | Italie                                   | Picnic PostNL                            | + 50 min 3 s                             |
| 6e                                       | Clémence Latimier                        | France                                   | Arkéa-B&B Hotels                         | + 1 h 6 min 21 s                         |
| 7e                                       | Millie Couzens                           | Royaume-Uni                              | Fenix-Deceuninck                         | + 1 h 32 min 7 s                         |
| 8e                                       | Imogen Wolff                             | Royaume-Uni                              | Visma-Lease a Bike                       | + 1 h 34 min 10 s                        |
| 9e                                       | Kiara Lylyk                              | Canada                                   | Winspace Orange Seal                     | + 1 h 53 min 40 s                        |
| 10e                                      | Flora Perkins                            | Royaume-Uni                              | Fenix-Deceuninck                         | + 2 h 4 min 59 s                         |
| modifier                                 |                                          |                                          |                                          |                                          |

| Classement par équipes | Classement par équipes  | Classement par équipes | Classement par équipes |
|                        | Équipe                  | Pays                   | Temps                  |
| ---------------------- | ----------------------- | ---------------------- | ---------------------- |
| 1re                    | FDJ-Suez                | France                 | en 90 h 12 min 3 s     |
| 2e                     | AG Insurance-Soudal     | Belgique               | + 35 min 53 s          |
| 3e                     | Visma-Lease a Bike      | Pays-Bas               | + 43 min 44 s          |
| 4e                     | Canyon-SRAM zondacrypto | Allemagne              | + 54 min 19 s          |
| 5e                     | Lidl-Trek               | États-Unis             | + 56 min 18 s          |
| 6e                     | Fenix-Deceuninck        | Belgique               | + 1 h 7 min 54 s       |
| 7e                     | UAE ADQ                 | Émirats arabes unis    | + 1 h 43 min 7 s       |
| 8e                     | Liv AlUla Jayco         | Australie              | + 1 h 47 min 29 s      |
| 9e                     | EF Education-Oatly      | États-Unis             | + 1 h 53 min 30 s      |
| 10e                    | Human Powered Health    | États-Unis             | + 2 h 1 min 42 s       |
| modifier               |                         |                        |                        |

## Abandon(s)
Quatre coureuses ont abandonné à l'occasion de cette étape : 
- Brodie Chapman (UAE ADQ) : non-partante ;
- Chloé Dygert (Canyon-SRAM zondacrypto) : non-partante ;
- Gladys Verhulst-Wild (AG Insurance-Soudal) : abandon ;
- Alba Teruel Ribes (Laboral Kutxa-Fundación Euskadi) : abandon.